# 石本隆
石本 隆（いしもと たかし、1935年4月6日 - ）は高知県安芸市出身の競泳選手。1956年メルボルンオリンピックの200ｍバタフライ銀メダリスト。

## 人物
1935年4月6日、高知県安芸市出身。高知県立安芸高等学校を経て日本大学卒業。
中学校の時に野球をしていたが、水泳部の大会に出場したことがきっかけで水泳を始めた。大学1年の時に100mバタフライで日本記録を出した。
1956年メルボルンオリンピック男子200mバタフライ銀メダリストで、1957年9月7日に神宮プールで、富田一雄、古川勝、石原勝記との400mメドレーリレーの世界記録、9月14日に100mバタフライの世界記録を保持した。
日本選手権水泳競技大会では、100mバタフライで1956年から1958年まで3連覇、200mバタフライでも1955年から1957年まで3連覇した。
現在は神奈川県鎌倉市で暮らし、1985年、横須賀市久里浜にKSS横須賀スイミングスクールのオーナーとして後進の指導に当たっている。
2007年に故郷安芸市に縁の品を寄贈した。